# Фархат Сабахи
(Фукайим ибн Якуб ас-Субхи)(Родился ок.650–70 гг. н.э. Армения - Умер ок.729/30 н. э. Басрa) был армянским исламским проповедником и сподвижником Хасана аль-Басри. Таким образом, он был одним из табиинов (т.е. из поколения, пришедшего на смену сахабам). 

## Биография
Фархад ас-Сабахи был христианином, принявшим ислам. Ас-Сабахи был известен своим аскетическим образом жизни и знанием иудейских и христианских писаний.
Фукайим ибн Якуб ас-Субхи был мусульманским аскетом, проповедником, мистиком и теологом из Басры.
Почитается в исламе.
Он oказал большое влияние на Маруфа аль-Кархи.
Фархад ас-Субхи, вероятно, долгое время жил в Медине. Во время своего пребывания в Медине он продолжал учиться у имама Малика ибн Анаса и у мединских табиинов.  
Фархад передал хадис от Ибрагима ибн Язида ан-Нахаи, Анаса ибн Малика, Раби ибн Харраша, Саида ибн Джубайра, Шамита Мавлы Саубана, Асима ибн Амра аль-Баджли, Шахра ибн Хавшаба, Катады ибн Дуамы, Мурры ибн Шарахила, Аби аль-Ала Язида ибн Абдуллы ибн аль-Шахир, Аби Муниб аль-Джарши и Аби аль-Мухзам.
Он умер во время чумы в Басре в 131 году по Xиджре.